# العلاقات البالاوية الرومانية
العلاقات البالاوية الرومانية هي العلاقات الثنائية التي تجمع بين بالاو ورومانيا.

## مقارنة بين البلدين
هذه مقارنة عامة ومرجعية للدولتين:
| وجه المقارنة                                              | بالاو                         | رومانيا                                                                               |
| --------------------------------------------------------- | ----------------------------- | ------------------------------------------------------------------------------------- |
| المساحة (كم2)                                             | 465                           | 238.40 ألف                                                                            |
| عدد السكان (نسمة)                                         | 21.73 ألف                     | 19.59 مليون                                                                           |
| الكثافة السكانية (ن./كم²)                                 | 4.67 ألف                      | 82.17                                                                                 |
| العاصمة                                                   | نغيرولمود، كورور              | بوخارست                                                                               |
| اللغة الرسمية                                             | لغة إنجليزية، اللغة البالاوية | اللغة الرومانية                                                                       |
| العملة                                                    | دولار أمريكي                  | ليو روماني                                                                            |
| الناتج المحلي الإجمالي (بليون دولار)                      | 291.54 مليون                  | 211.80 مليار                                                                          |
| الناتج المحلي الإجمالي (تعادل القوة الشرائية) بليون دولار | 326.12 مليون                  | 465.56 مليار                                                                          |
| الناتج المحلي الإجمالي الاسمي للفرد دولار أمريكي          | 13.50 ألف                     | 9.47 ألف                                                                              |
| الناتج المحلي الإجمالي للفرد دولار أمريكي                 | 14.76 ألف                     | 23.63 ألف                                                                             |
| مؤشر التنمية البشرية                                      | 0.780                         | 0.793                                                                                 |
| رمز المكالمات الدولي                                      | +680                          | +40                                                                                   |
| رمز الإنترنت                                              | .pw                           | .ro                                                                                   |
| المنطقة الزمنية                                           | ت ع م+09:00                   | ت ع م+02:00، ت ع م+03:00، أوروبا/بوخارست ‏، توقيت شرق أوروبا، توقيت شرق أوروبا الصيفي ‏ |

## منظمات دولية مشتركة
يشترك البلدان في عضوية مجموعة من المنظمات الدولية، منها:
| علم المنظمة | اسم المنظمة                        | تاريخ انضمام بالاو | تاريخ انضمام رومانيا |
| ----------- | ---------------------------------- | ------------------ | -------------------- |
|             | مؤسسة التنمية الدولية              | 16 ديسمبر 1997     | 12 أبريل 2014        |
|             | البنك الدولي للإنشاء والتعمير      | 16 ديسمبر 1997     | 15 ديسمبر 1972       |
|             | مؤسسة التمويل الدولية              | 16 ديسمبر 1997     | 23 سبتمبر 1990       |
|             | منظمة حظر الأسلحة الكيميائية       | ?                  | ?                    |
|             | وكالة ضمان الاستثمار متعدد الأطراف | 16 ديسمبر 1997     | 10 سبتمبر 1992       |
|             | الأمم المتحدة                      | 15 ديسمبر 1994     | 14 ديسمبر 1955       |
|             | يونسكو                             | 20 سبتمبر 1999     | 27 يوليو 1956        |

## وصلات خارجية
- موقع وزارة الخارجية الرومانية